# Хольм, Бьяртмар
Бья́ртмар Хольм (фар. Bjartmar Holm; род. 27 сентября 1999 года в Воавуре, Фарерские острова) — фарерский футболист, защитник клуба «Сувурой».

## Карьера
Бьяртмар является воспитанником академии «Сувуроя». В 2017 году он стал игроком объединённой сувуройской команды «ТБ/ФКС/Ройн». За её резервный состав состоялся дебют защитника во взрослом футболе: 18 марта он заменил Тайтура Мортенсена на 61-й минуте встречи первого дивизиона с клубом «Джиза/Хойвуйк». Всего в своём первом сезоне на взрослом уровне Бьяртамар отыграл 8 матчей в первой фарерской лиге. В 2018 году он провёл ещё 10 игр на этом турнире. Затем «ТБ/ФКС/Ройн» прекратил своё существование, а Бьяртмар снова стал футболистом восстановленного «Сувуроя».
В сезоне-2019 Бьяртмар сыграл 5 матчей за воавурцев во втором дивизионе. В 2020 году он провёл 16 встреч во второй лиге и забил первый гол в карьере, поразив ворота третьего состава «Викингура» 5 сентября. В сезоне-2022 защитник отыграл столько же игр на турнире. В 2023 году Бьяртмар и его команда стали победителями второго дивизиона, а сам защитник провёл 14 матчей. В ставшем не менее успешным для воавурцев сезоне-2024 он сыграл всего 1 встречу в первом дивизионе.
30 марта 2025 года Бьяртмар впервые сыграл в фарерской премьер-лиге, выйдя на замену вместо Пятура Аугустинуссена на 90-й минуте матча против «ХБ».

## Достижения
«Сувурой»
- Победитель второго дивизиона (1): 2023

## Личная жизнь
Младший брат Бьяртмара, Фруйи (род. 2002) — тоже футболист. Братья вместе выступают за «Сувурой».